# Khaled Ayari
Khaled Ayari —en árabe: خالد العياري‎— (Ariana, Gobernación de Ariana, 17 de enero de 1990) es un futbolista tunecino. Se desempeña en la posición de delantero.  

## Trayectoria
Ayari comenzó su carrera futbolística en 2008, cuando se unió a las filas del equipo Espérance de Tunis. Luego de cinco años en este club, fue transferido al Angers S. C. O. de Francia. A pesar de que el Le Havre A. C. estaba interesado en ficharlo, el 18 de julio de 2015 Ayari firmó un contrato por dos años con el club Paris F. C. En agosto del siguiente año fue fichado por el U. S. Orléans de la segunda división francesa. En septiembre de 2017, firmó por dos temporadas con el Lokomotiv Plovdiv. No obstante, en enero de 2018 fue transferido al Rodez AF de la tercera división francesa.

## Clubes
| Club               | País       | Año       |
| ------------------ | ---------- | --------- |
| Espérance de Tunis | Túnez      | 2008-2013 |
| Angers S. C. O.    | Francia    | 2013-2015 |
| Paris F. C.        | Francia    | 2015-2016 |
| U. S. Orléans      | Francia    | 2016-2017 |
| Lokomotiv Plovdiv  | Bulgaria   | 2017-2018 |
| Rodez A. F.        | Francia    | 2018-2019 |
| US Hostert         | Luxemburgo | 2020-Act. |